# Библиотека града Приштине
Библиотека града Приштине је била установа културе која је до јуна 1999. године функционисала у систему Републике Србије. Била је градска библиотека која је по типу и функцији јавна и матична. Библиотека је позната и под називом „Миладин Поповић” који је носила након оснивања. Налазила се у улици Краља Милутина.

## Историја
Библиотека је почела са радом непосредно након завршетка Косовске операције 1944. године и ослобођења Косова и Метохије у Другом светском рату. У почетку је поседовала фонд од 1300 књига на српском и албанском језику, као и фонд ратних летака и памфлета. Када је библиотека основана, она се није налазила у згради у којој ће јој бити седиште дуги низ година. Здање у којем се седиште библиотеке налазило од 1947. године је била породична кућа трговца из Приштине Јована Милића, који је кућу подигао 1930. године, према фасадном натпису на згради. Новоформирана комунистичка власт је новембра 1944. године одузела и национализовала кућу предратног трговца Милића и у њој сместила Обласни комитет Комунистичке партије Југославије за Косово који ће на том месту остати до 1947. године. Миладин Поповић политички секретар у Обласном комитету Комунистичке партије Југославије за Косово, револуционар, један од организатора Народноослободилачке борбе на Косову и Метохији и организатор Комунистичке партије Албаније убијен је у својој канцеларији у овој згради.
Након обуставе рада Обласне народне библиотеке 1953. године, књижевни фонд Обласне народне библиотеке је био припојен Библиотеци града до 1956. године и у том периоду је имао улогу библиотечког центра за целу територију Косова и Метохије.
Године 1956. било је 12 запослених: седам Срба, један Албанац, један Турчин, два Рома и један странац. Док је библиотека у тренутку оснивања имала 1.300 књига, до средине 1960-их имала је близу 60.000, од којих је више од две трећине на српско-хрватском језику.
Библиотека је 1971. године имала око 5.000 чланова различитих националности, укључујући Србе, Албанце, Црногорце и Турке. Године 1975. библиотека је имала 35 филијала широм Косова и Метохије. Имала је и мобилну збирку књига која је путовала на различите локације и институције, укључујући рурална подручја, школе, болнице и фабрике са великим бројем запослених.
На основу званичне документације Скупштина општине Приштина оснивач je библиотеке и то се први пут догодило 12. септембра 1963. године под називом Јавна библиотека „Миладин Поповић“. Тако се звала неколико година, па је поново добила друго име, Народна библиотека „Миладин Поповић“, да би име задржала до 1993. године. Од 1993. до 1999. године носила је назив Библиотека града.
Прва директорка била је Милка Стефановић, која је била на тој функцији од 1953. до 1959. године, а затим Радославка Гигић, која је на тој функцији била од 1959. до 1977. године. Од 1977. до 1992. године директорка је била Зекие Када (алб. Zekie Kada) и од 1992. до 1999. године Драгољуб Петровић.
До 1992. године Библиотека града је имала 27 филијала и 48 запослених (28 Албанаца, 17 Срба, 1 Хрват, 1 Турчин, 1 Ром), као и збирни фонд од 130.611 књига, од којих је 55.866 било на албанском језику. Као последица ратних сукоба на Косову и Метохији, књижни фонд библиотеке смањен је до 1999. године на 62.274 књиге, од чега 19.726 на албанском језику, 38.153 на српском језику, 3.274 на турском језику и 1.121 на страним језицима.
Након рата на Косову и Метохији 1999. године библиотека прелази у посед Привремених институција самоуправе, где су библиотеку de facto запосели Албанци и преимнеовали у Градска библиотека „Хивзи Сулејмани“ (алб. Biblioteka e Qytetit „Hivzi Sylejmani“). Назив библиотеке је недуго опет био промењен у Регионална библиотека „Хивзи Сулејмани“ (алб. Biblioteka Rajonale „Hivzi Sylejmani“), па у Међуопштинска библиотека „Хивзи Сулејмани“ (алб. Biblioteka Ndërkomunale „Hivzi Sylejmani“). Међуопштинска библиотека „Хивзи Сулејмани“ је 2016. године напустила зграду библиотеке и своје седиште преместила у новој згради у приштинском насељу Дарданија. Нова зграда библиотеке је отворена 23. августа 2016. године.
Од 2016. до 2022. године стара зграда библиотеке била је запуштена. Европско номадско уметничко бијенале „Манифеста 14“ одржано је у Приштини 2022. године, а старо здање је тим поводом рестаурирано и постало седиште Центра за наративне праксе.
У периоду након рата на Косову и Метохији библиотека је претрпела губитке у књижевнеом фонду на српском језику. О томе сведоче бројне публикације на српском језику које су одбачене или остављене током процеса пресељења библиотеке 2016. године, када су у згради иза матичне библиотеке пронађене публикације приликом рестаурације зграде 2022. године. Књижевни фонд који је пронађен датира од 1800-их година па надаље. Приликом премештања инвентара, особље Међуопштинске библиотеке „Хивзи Сулејмани“ је оставило старе и историјске наслове на српском језику.